# قائمة الجوائز والترشيحات التي تلقتها آفريل لافين
قائمة الجوائز التي حازت عليها افريل لافين